# Olio di semi di sesamo

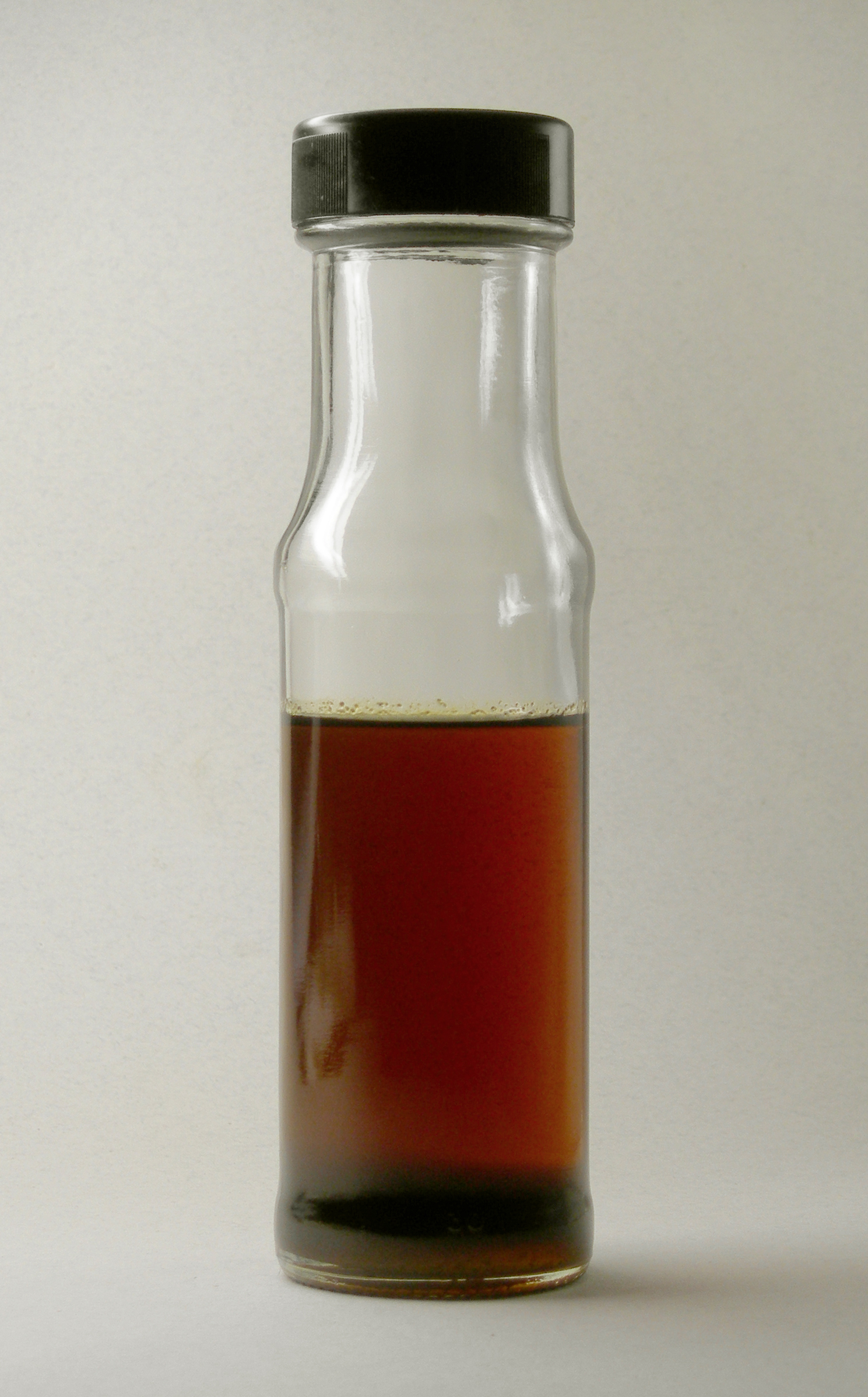
Olio di sesamo

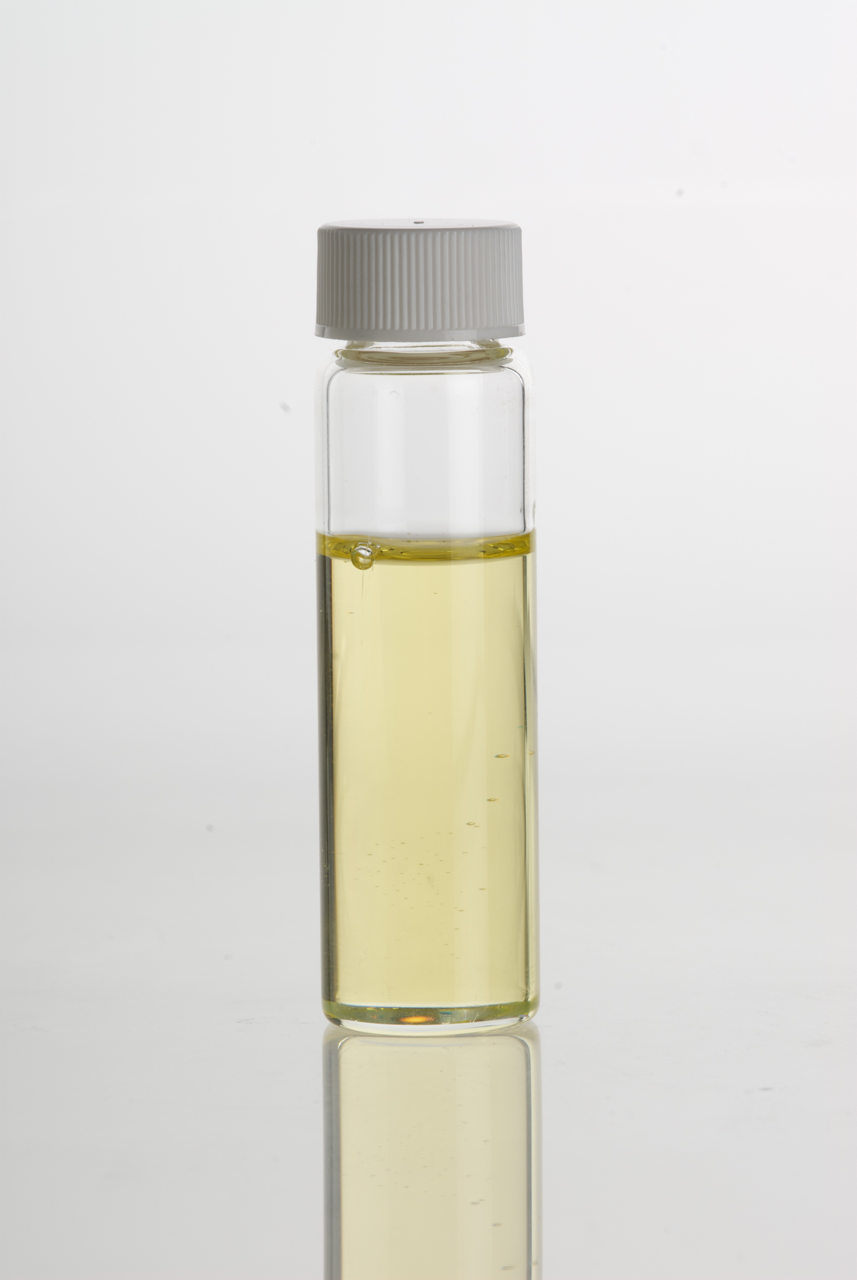
Olio di sesamo spremuto a freddo

L'olio di semi di sesamo è un olio vegetale estratto dai semi di sesamo e possiede un aroma particolare ed il gusto dei semi da cui è tratto.

## Uso
Viene correntemente utilizzato nella cucina dell'Asia meridionale come accentuatore di sapori; viene ad esempio utilizzato in Giappone per la frittura nella preparazione della tempura.
Pur essendo relativamente ricco di acidi grassi insaturi mostra una buona resistenza all'auto-ossidazione per la presenza di un potente antiossidante: il sesamolo.
Il sesamolo può essere addizionato ad altri oli vegetali per migliorarne la resistenza durante la frittura.
Il punto di fumo dipende prevalentemente dall'acidità che nell'olio di sesamo da semi tostati, marrone scuro, può essere troppo alta rendendolo non idoneo alla frittura.
La tradizione ayurvedica lo impiega nelle applicazioni su pelle e capelli, con massaggi e cataplasmi.
Dal massaggio sui capelli, tradizionalmente con olio di sesamo, chiamato champo in hindi, deriva il termine shampoo.

## Caratteristiche chimico fisiche
Le caratteristiche chimico fisiche degli oli vegetali possono variare in funzione del processo di raffinazione.
I valori standard dell'olio di sesamo non raffinato sono:
| Caratteristiche chimico fisiche dell'olio di sesamo non raffinato | Caratteristiche chimico fisiche dell'olio di sesamo non raffinato |
| ----------------------------------------------------------------- | ----------------------------------------------------------------- |
| Densità relativa                                                  | 0,915-0,924                                                       |
| indice di rifrazione                                              | 1,465-1,469                                                       |
| numero di saponificazione                                         | 186-195                                                           |
| numero di iodio                                                   | 104-120                                                           |

## Composizione
In tutti gli oli vegetali la composizione può variare in funzione della cultivar, delle condizioni ambientali, della raccolta e della lavorazione. 
L'olio di sesamo è composto prevalentemente da trigliceridi con la seguente distribuzione tipica di acidi grassi, come indicato nel Codex Alimentarius.
Legenda: ND, Non Determinato o ≤0,05%
| Composizione tipica dell'olio di sesamo | Composizione tipica dell'olio di sesamo | Composizione tipica dell'olio di sesamo |
| --------------------------------------- | --------------------------------------- | --------------------------------------- |
| acido grasso                            | Notazione Delta                         | concentrazione/(min-max)%               |
| acido miristico                         | 14:0                                    | ND-0,1                                  |
| acido palmitico                         | 16:0                                    | 7,9–12                                  |
| acido palmitoleico                      | 16:1Δ9c                                 | ND-0,2                                  |
| acido margarico                         | 17:0                                    | ND-0,1                                  |
| acido eptadecenoico                     | 16:1Δ10c                                | ND-0,1                                  |
| acido stearico                          | 18:0                                    | 4,5–6,7                                 |
| acido oleico                            | 18:1Δ9c                                 | 34,3–45,5                               |
| acido linoleico                         | 18:2Δ9c,12c                             | 36,9–47,9                               |
| acido α-linolenico                      | 18:3Δ9c,12c,15c                         | 0,2–1                                   |
| acido arachico                          | 20:0                                    | 0,3–0,7                                 |
| acido gadoleico                         | 20:1Δ11c                                | ND–0,3                                  |
| acido eicosadienoico                    | 20:2Δ11c,14c                            | ND                                      |
| acido beenico                           | 22:0                                    | ND–0,1                                  |
| acido erucico                           | 22:1Δ13c                                | ND                                      |
| acido lignocerico                       | 24:0                                    | ND–0,3                                  |

L'olio di sesamo spremuto a freddo è normalmente di un debole colore giallo.
L'olio di sesamo tipico del sud-est asiatico deriva il suo colore marron scuro e la fragranza dai semi tostati e sgusciati. 
È comunemente usato nella cucina cinese e coreana, solitamente aggiunto alla fine della cottura per migliorare il sapore e non è utilizzato come mezzo di cottura. 
L'olio indiano (til oil) è giallo dorato mentre quello cinese è generalmente marrone scuro.
Il sapore dell'olio di sesamo spremuto a freddo è notevolmente diverso da quello dell'olio prodotto dai semi tostati.

## Storia
Nel VI secolo a.C., gli assiri di condizione agiata usavano l'olio di sesamo come condimento,
unguento e medicamento.